# 細川業氏
細川業氏，日本室町時代武將。細川和氏之子。細川顯氏之養子。稱八郎四郎。在其義兄細川繁氏逝世後承襲家傳官位，爲兵部大輔、陸奧守。他擔任幕府的評定眾、和泉守護。去世之後由其子細川滿經繼承家督。